# Pearse Valley
Das Pearse Valley ist ein 5 km langes und eisfreies Tal im ostantarktischen Viktorialand. Es liegt unmittelbar westlich des Catspaw-Gletschers an der Südseite der Asgard Range.
Das Advisory Committee on Antarctic Names benannte das Tal 1964 nach dem US-amerikanischen Biologen John Stuart Pearse (* 1936), der von 1961 bis 1962 auf der McMurdo-Station tätig war.